# Vipera monticola
Vipera monticola este o specie de șerpi din genul Vipera, familia Viperidae, descrisă de Saint Girons 1953. A fost clasificată de IUCN ca specie cu risc scăzut. Conform Catalogue of Life specia Vipera monticola nu are subspecii cunoscute.

## Galerie

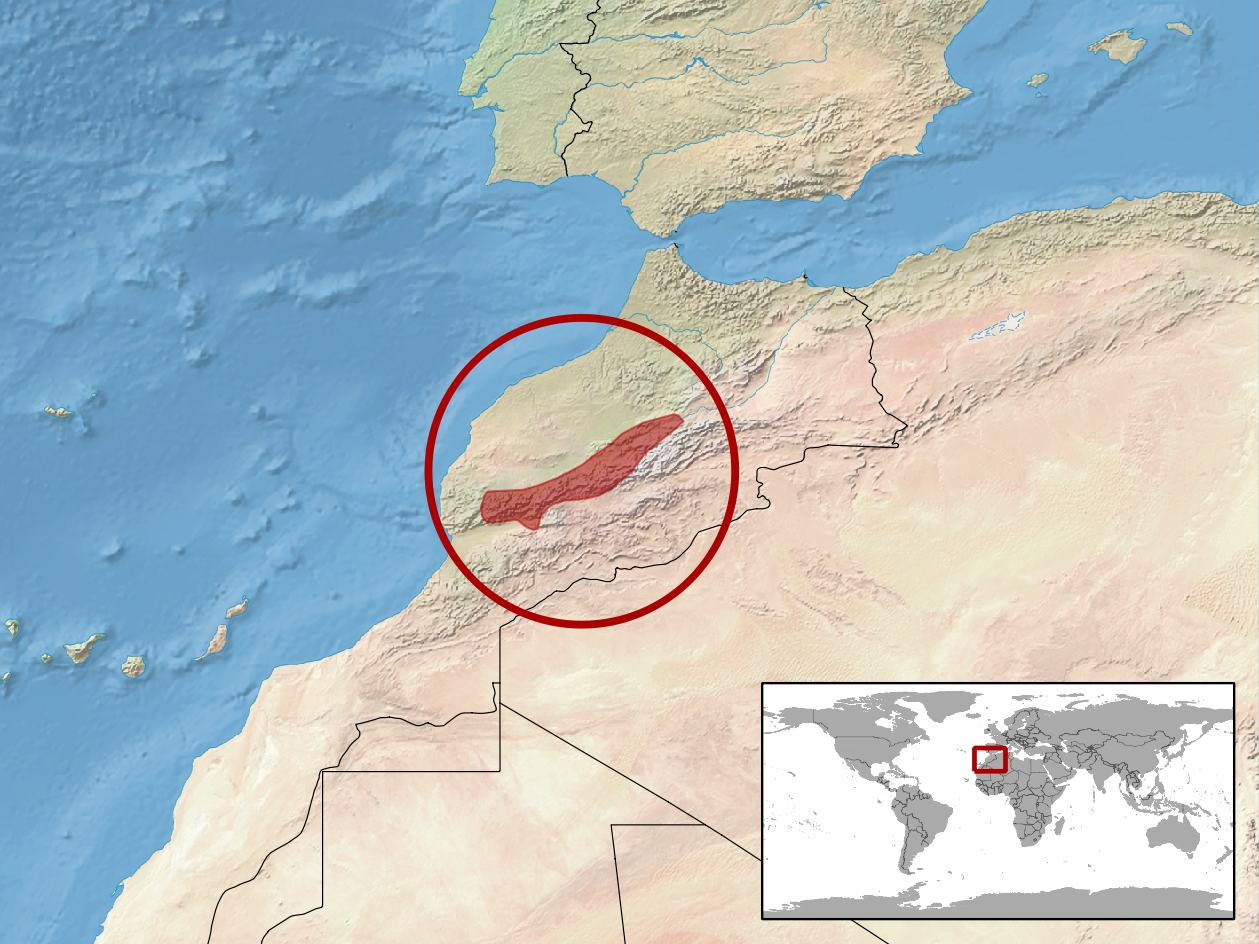